# Jacobson-Gymnasium
Das Jacobson-Gymnasium in Seesen (kurz auch: JGS) ging aus der 1801 gegründeten Jacobsonschule hervor. Das Gymnasium befindet sich seit dem Schuljahr 1972/1973 in einem Neubau im Schulzentrum Sonnenberg an der St. Annenstraße.

## Geschichte
Im späten Frühjahr des Jahres 1801 kaufte der Unternehmer und Theologe Israel Jacobson ein Anwesen mit einem zweistöckigen Haus an der heutigen Jacobsonstraße (ehemalige Junkernstraße) und gründete die Jacobsonschule. Knapp ein halbes Jahrhundert später, im Jahre 1846, wurde aufgrund der auf knapp 150 Schüler angestiegene Schülerzahl das Gebäude zur Hofseite hin erweitert. Die Schulform war bis 1870 eine Realschule II. Ordnung, was einer Mittelschule ähnelte.
Bis Anfang der 1870er Jahre stieg der Anzahl der Schüler weiter auf etwa 235. Deshalb wurde zum alten Schulgebäude ein Nachbargrundstück in der heutigen Jacobsonstraße/Ecke Bismarckstraße gekauft. Hier entstand, als Verlängerung des alten Schulgebäudes, das neue Gebäude, welches im August 1873 fertiggestellt wurde.
1922 wurde die Jacobsonschule verstaatlicht, da die Schule in finanzielle Not geraten war.
Da die Schule aufgrund ihrer Lage in der Stadtmitte ohne Erweiterungsmöglichkeiten war und der Bedarf an besseren Bedingungen für die Naturwissenschaften, Sport und Musik stieg, kam es Anfang der 1960er Jahre zu Diskussionen über einen Neubau des Gymnasiums. Obwohl der Schulträger 1966 einem Neubau in absehbarer Zeit nicht zustimmen konnte, kam es schließlich dennoch 1967 zu dem Beschluss des Landkreises für den Neubau der Schule am Sonnenberg, nachdem für die alte Schule zwingende Renovierungsarbeiten notwendig gewesen wären.
1969 begannen die Bauarbeiten, so dass zum Schuljahresbeginn 1972/1973 in das heutige Schulgebäude eingezogen werden konnte. Der neue Schulleiter wurde Rolf Ballof.

## Besonderheiten
Im Februar 2023 wurde dem Gymnasium im Rahmen einer Feierstunde der Titel Europaschule in Niedersachsen verliehen, den es bereits seit August 2022 führen darf. Neben zahlreichen europäischen Partnern hat das Gymnasium auch Beziehungen zu Israel, Burkina Faso sowie Namibia und gehört zum Netzwerk „Niedersächsische Schulen MIT Afrika“.
Von Jahrgang acht bis zehn haben Schüler die Möglichkeit, ein naturwissenschaftliches Neigungsangebot zu nutzen. Ab Jahrgang sieben kann ein bilinguales Sprachangebot in einem Sachfach gewählt werden.
Seit dem Schuljahr 2024/25 bietet das Jacobson-Gymnasium eine Chorklasse an.
Die Schule ist seit 2025 Mitglied im Netzwerk Schule ohne Rassismus – Schule mit Courage.

## Aktuelle Austauschprogramme
Jedes Jahr findet ein Schüleraustausch mit den folgenden Schulen statt:
- Nonancourt, Frankreich
- Carpentras, Frankreich
- Tampere, Finnland
- V. Lyzeum in Krakau, Polen

Alle zwei Jahre:
- La Réunion, Frankreich, Übersee-Département

## Bekannte ehemalige Schüler
- Heinrich Engelhard Steinweg, Gründer von Steinway & Sons, Hersteller von Flügeln und Klavieren
- Siegfried Behrens, (* 23. Dezember 1876 in Rethem/Aller; † 1942 – verschollen in Izbica, Distrikt Lublin), Bezirks-Rabbiner der Jüdischen Gemeinde Fürth vor Ende der NS-Zeit
- Gerd Bergmann, deutscher Physiker (* 10. Juni 1938 in Seesen, Abitur 1956). Bergmann war als Professor am Department of Physics der University of Southern California in Los Angeles tätig, ist als Emeritus nach Göttingen gezogen und im Februar 2025 in Seesen verstorben.
- Herbert W. Roesky, deutscher Chemiker (Abitur 1956).
- Hartmut Weule, deutscher Maschinenbauingenieur (Abitur 1960), war von 1990 bis 1997 Leiter des Vorstandsressorts Forschung und Technik der Daimler-Benz AG. Danach war er als Professor am Institut für Werkzeugmaschinen und Betriebstechnik der Universität Karlsruhe tätig.
- Rolf Froböse (* 29. Juni 1949 in Seesen am Harz), Chemiker, Journalist und Wissenschaftsautor
- Frank Konietschke (* 26. Februar 1981 in Seesen, Abitur 2001), Statistiker, Autor und Universitätsprofessor an der Berliner Charité